# Heliocopris dilloni
Heliocopris dilloni är en skalbaggsart som beskrevs av Guérin-Méneville 1847. Heliocopris dilloni ingår i släktet Heliocopris och familjen bladhorningar. Inga underarter finns listade i Catalogue of Life.